# Five Childhood Lyrics

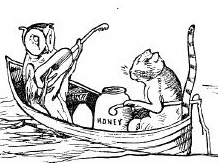
The Owl and the Pussycat, 1888 illustration d'Edward Lear, dont le texte est inséré dans la deuxième chanson.

Five Childhood Lyrics est une composition chorale de John Rutter, qui a mis en musique 5 textes, poèmes et chansons enfantines, pour quatre parties vocales (SATB avec quelques divisi (en)) a cappella. Rutter a composé cette pièce pour les London Concord Singers qui les ont créés en 1973.

## Structure
Les cinq mouvements sont:
1. Monday's Child
2. The Owl and the Pussycat
3. Windy Nights
4. Matthew, Mark, Luke and John
5. Sing a Song of Sixpence

## Analyse
La première chanson est inspirée de Monday's Child (en), une chanson de voyance et une comptine. Le texte de la deuxième chanson est The Owl and the Pussycat, un poème absurde d'Edward Lear publié en 1871. La troisième chanson est inspirée d'un poème du recueil Jardin poétique d'un enfant de Robert Louis Stevenson. Le texte de la quatrième chanson est Matthew, Mark, Luke and John (en), une comptine et prière du soir. La cinquième chanson reprend la comptine Sing a Song of Sixpence (en). Le compositeur a noté : Les « Five Childhood lyrics » constituent une espèce d'hommage au monde des enfants. J'ai choisi pour mes textes des rimes et des vers dont je me souviens depuis mes premières années et je les ai mis en musique aussi simplement que je le pouvais - bien que le dernier des cinq, qui utilise une mélodie enfantine familière, contient une certaine élaboration ironique. La musique a été décrite par un critique pour le magazine Gramophone comme « des compositions délicieuses » , « vivifiantes ou réfléchies », puis « plus détendues et agréables ». Un autre critique a fait remarquer qu'« il est merveilleux de se remémorer l'énergie et l'esprit inventif qui caractérisent ces pièces de jeunesse. ». L’œuvre a été publiée pour la première fois en 1974 par Oxford University Press,.
Les chansons ont été enregistrées dans un recueil d'œuvres profanes de Rutter intitulé Fancies, interprétées sous sa direction par les Cambridge Singers (en), avec les chansons d'été du même nom, les chansons d'hiver When Icicles Hang et l'instrumentale Suite Antique (en) Elles ont été enregistrées en 2002 sur un album de musique profane de Rutter, avec Nicol Matt sous la direction du Nordic Chamber Choir,.